# Les Corps sauvages
Pour plus de détails, voir Fiche technique et Distribution.
Les Corps sauvages (Look Back in Anger) est un film britannique de Tony Richardson, sorti en 1959.

## Synopsis
Jimmy Porter est tout sauf le gendre idéal. Violent, colérique, il passe son temps à faire des reproches à sa femme Alison qu’il trouve froide et distante à cause de son éducation stricte. Le couple héberge Cliff, l’associé de Jimmy. Lorsqu’Alison apprend qu’elle est enceinte, elle confie ses états d’âme à Cliff.

## Fiche technique
- Titre : Les Corps sauvages
- Titre original : Look Back in Anger
- Réalisation : Tony Richardson
- Scénario : Nigel Kneale et John Osborne, d'après la pièce de ce dernier
- Production : Harry Saltzman et Gordon Scott, pour Woodfall Film Productions
- Musique : Chris Barber
- Photographie : Oswald Morris
- Montage : Richard Best
- Décors : Peter Glazier
- Costumes : Jocelyn Rickards
- Pays d'origine : Royaume-Uni
- Langues : anglais
- Format : Noir et Blanc –Mono
- Genre : Drame
- Durée : 98 minutes
- Dates de sortie :
  - 15 septembre 1959  États-Unis (New York)
  - 26 février 1960  Allemagne de l'Ouest

## Distribution
- Richard Burton : Jimmy Porter
- Claire Bloom : Helena Charles
- Mary Ure : Alison Porter
- Edith Evans : Mrs. Tanner
- Gary Raymond : Cliff Lewis
- Glen Byam Shaw : Colonel Redfern
- Phyllis Neilson-Terry : Mrs. Redfern
- Donald Pleasence : Hurst
- Jane Eccles : Miss Drury
- S.P. Kapoor : Kapoor

## Distinctions
nominations
nominations aux prix de la BAFTA 1960 :
nommé pour le prix du meilleur acteur britannique, Richard Burton ;
nommé pour le prix du meilleur film britannique, Tony Richardson ;
nommé pour le prix du meilleur scénario britannique, Nigel Kneale ;
nommé pour le prix du meilleur film, Tony Richardson ;
nomination aux Golden Globes 1960 pour le prix du meilleur acteur dans un drame, Richard Burton.